# Hanacpachap cussicuinin

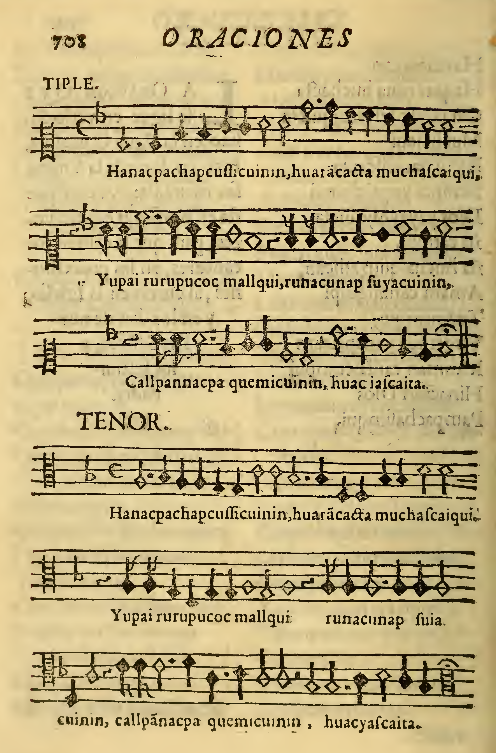
Partitura do Hanacpachap cussicuinin (1631)

Hanacpachap cussicuinin (também escrito Hanac pachap cussicuinin) é um canto processional de autor anónimo que faz parte do ritual católico peruano do século XVII, e que constitui a primeira obra de polifonia publicada em língua quechua.

## História
Hanacpachap cussicuinin surgiu pela primeira vez no ritual publicado pelo frade franciscano Juan Pérez Bocanegra em 1631 sob o título Ritual, formulario, e institución de curas. O autor do cântico é anónimo, e certas fontes sugerem que se trate do próprio frade, enquanto outras avançam com a possibilidade de o autor ser um ameríndio do coro da Catedral de Lima.

## Descrição
É um canto polifónico para quatro vozes (soprano, alto, tenor e baixo), com uma melodia característica da música sacra da Renascença e um ritmo próximo ao da música andina. Decompõe-se em vinte compassos, mas só os dois primeiros são normalmente interpretados. É um hino processional musicalizado ao estilo barroco e dedicado à Virgem Maria para ser cantado a quatro vozes a capella. Contém numerosas metáforas sobre o amor e a natureza, próprias da cultura quechua.

## Discografia
- Versão integral no disco Fire burning in snow : Baroque Music from Latin America pelo conjunto Ex Cathedra dirigido por Jeffrey Skidmore, Hyperion Records, 2007.